# Miguel Mayr
Miguel Mayr (* 6. Oktober 2004 in Bregenz) ist ein österreichischer Fußballspieler.

## Karriere
Mayr begann seine Karriere bei Schwarz-Weiß Bregenz. Zur Saison 2015/16 wechselte er zum FC Hard. Zur Saison 2016/17 kehrte er nach Bregenz zurück. Zur Saison 2018/19 wechselte er nach Deutschland zum FV Ravensburg. Zur Saison 2019/20 wechselte er wieder nach Österreich, diesmal in die Jugend des FC Dornbirn 1913. Zur Saison 2021/22 rückte er in den Kader der fünftklassigen Amateure der Dornbirner. Für diese spielte er bis zur Winterpause zwölfmal in der Landesliga.
Im Februar 2022 wechselte Mayr zu den drittklassigen Amateuren des SC Austria Lustenau. Bis Saisonende absolvierte er acht Partien in der Eliteliga Vorarlberg, aus der Lustenau II aber abstieg. Zur Saison 2022/23 kehrte er daraufhin wieder zur Dornbirner Reserve zurück. Im März 2023 stand er dann auch erstmals im Profikader der Rothosen. Sein Debüt in der 2. Liga gab er im April 2023, als er am 23. Spieltag jener Saison gegen die Young Violets Austria Wien in der Nachspielzeit für Gustavo Balotelli eingewechselt wurde. Insgesamt absolvierte er 14 Zweitligapartien für Dornbirn, ehe dem Team die Zweitligazulassung entzogen wurde.
Zur Saison 2024/25 wechselte Mayr daraufhin zum Regionalligisten SC Röthis.